# Perissocytheridea bosoensis
Perissocytheridea bosoensis is een mosselkreeftjessoort uit de familie van de Cytherideidae. De wetenschappelijke naam van de soort is voor het eerst geldig gepubliceerd in 1978 door Yajima.